# Bast Tholus
Il Bast Tholus è una struttura geologica della superficie di Venere.